# Pottiga
Ne pas confondre avec la rétigabine, appelé aussi potiga.
Pottiga est une ancienne commune allemande de l'arrondissement de Saale-Orla, Land de Thuringe.

## Géographie
Pottiga se situe au bord de la Saale, sur un haut plateau dans les monts de Thuringe.
|       | Birkenhügel |              |
| Harra | Pottiga     | Hirschberg   |
|       | Blankenberg | Berg/Issigau |

## Histoire
Pottiga est mentionné pour la première fois en 1325.
Du temps de la RDA, Pottiga se trouve le long de la frontière intérieure allemande matérialisée par la Saale.